# Mimene
Mimene is een geslacht van vlinders uit de familie van de dikkopjes (Hesperiidae). De wetenschappelijke naam is voor het eerst geldig gepubliceerd in 1917 door J. J. Joicey en G. Talbot.
Mimene is een nomen novum die in de plaats kwam van de geslachtsnaam Mimas, door Lionel de Nicéville in 1895 gepubliceerd. Mimas was echter reeds in 1822 door Jacob Hübner gebruikt voor een geslacht van vlinders uit de familie van de pijlstaarten.
De Nicéville bracht in 1895 twee soorten onder in zijn Mimas: 
- Mimas miltias (oorspronkelijke combinatie Ismene miltias Kirsch, 1877)
- Mimas melie, een nieuwe soort uit Nieuw-Guinea.

## Soorten
- Mimene albiclavata (Butler, 1882)
- Mimene albidiscus (Joicey & Talbot, 1917)
- Mimene atropatene (Fruhstorfer, 1911)
- Mimene basalis (Rothschild, 1916)
- Mimene biakensis Joicey & Talbot, 1917
- Mimene caesar Evans, 1935
- Mimene celia Evans, 1935
- Mimene celiaba Parsons, 1986
- Mimene cyanea (Evans, 1928)
- Mimene kolbei (Ribbe, 1899)
- Mimene lysima (Swinhoe, 1905)
- Mimene melie (de Nicéville, 1895)
- Mimene milnea Evans, 1935
- Mimene miltias (Kirsch, 1877)
- Mimene orida (Boisduval, 1832)
- Mimene ozada Parsons, 1986
- Mimene sariba Evans, 1935
- Mimene saribana Parsons, 1986
- Mimene toxopei de Jong, 2008
- Mimene waigeuensis Joicey & Talbot, 1917
- Mimene wandammanensis Joicey & Talbot, 1917
- Mimene wara Parsons, 1986